# Шевченкове (Шевченківський старостинський округ)
Шевче́нкове (укр. Шевченкове, англ. Shevchenkove) — село в Україні, у Сахновщинській селищній громаді Берестинського району Харківської області. Населення за переписом 2001 року складало 854 осіб (395 чоловіків та 459 жінок). До 2020 року орган місцевого самоврядування — Шевченківська сільська рада.

## Географія
Село Шевченково розташоване на лівому березі безіменної річки, яка через 9 км впадає в річку Багата. На річці зроблені великі загати. За 1 км разташоване село Германівка. Поруч проходить автошлях територіального значення Т 2120.

## Назва
Шевченкове —  одне з наймолодших сіл Сахновщини, засноване у XIX столітті. Назву отримало на честь родини Шевченків, які першими почали заселяти територію села.
На території України 42 населених пункти із назвою Шевченкове.

## Німецько-радянська війна
Історія села до років війни детально не відома, бо немає в живих тих людей, які могли б про неї розповісти.
Відомо, що до війни у парку стояло чотири пам'ятники: В. І. Леніну, Й. В. Сталіну, Ф. Енгельсу та Карлу Марксу.
Село було окуповано німецько-фашистськими військами у вересні 1941 року, коли діти були ще в школі. Тоді над селом пролітав фашистський літак і скидав бомби: одна попала у контору, яка розташовувалася там, де наразі живе сім'я Товаренкі), друга в майстерню, а далі бомби летіли в інші будівлі. Діти, що були на уроках, дуже перелякалися і хотіли бігти до окопу (був викопаний на території школи), але вчителька не дала вийти їм зі школи, тому що над селом кружляв літак і обстрілював село з кулемета.
Через дві неділі після початку війни частина людей та худоби були евакуйовані в Росію, та Казахські степи. Частина тракторів та комбайнів були вивезені за територію України. М. М. Яковенко (був парторгом села)  хотіли теж евакуювати, але він відмовився і пішов воювати. Воював у Волгограді. В останньому листі до рідних попрощався. Загинув на війні.
Вчителі школи, які їздили до Малахівського кургану говорили, що на дошці бачили викарбуване ім'я М. М. Яковенко.
Люди, яких не змогли евакуювати, залишалися жити в селі. І німці, коли прийшли в село, порозприділялись хто де буде жити. Люди боялись і тому не могли заборонити, бо фашисти без зайвих розмов могли б пристрелити. Німці їли все, що було у господарів: курей, качок, худобу. Людей не вважали зрадниками тих у кого вдома жили німці, тому що розуміли їхнє непросте становище.
По закінченню війни село було  відбудовано, селяни повертатись до своїх домівок, так як їм нічого не загрожувало.
В історії села відомі такі особи, які перебуваючи на посаді директора ПСП «Сімнадцятий», зробили значні внески у розбудові села Шевченкове: Нейченко (українець), Вірцанов (росіянин), Нефьодов (росіянин), Болюк (його син на даний момент є головою районної адміністрації), Новак (родом з Первомайська), Баштовий (житель села), а після нього Єрохін (нині голова сільської ради). Болюк Д. І. перебуваючи на посаді побудував школу, в якій нині навчаються школяри.
У 1980-х роках до села приїхала бригада із Західної України. Вони працювали лише влітку до холодів. За одне літо вони будували 5-6 хат, у які вже у вересні оселялись молоді подружжя. Бригада Крайників на чолі з їхнім бригадиром Іваном Юрійовичем Крайником збудувала: будинок культури, гуртожиток, магазин, контору, корівник чотирьох рядовий, молочарку, реставрували телятники та свинарники. Вони ж будували хати на вулицях Радянській та Дружби.

### У Незалежій Україні
12 червня 2020 року
розпорядження Кабінету Міністрів України № 725-р «Про визначення адміністративних центрів та затвердження територій територіальних громад Харківської області» Шевченківська сільська рада об'єднана з Сахновщинською селищною громадою.
19 липня 2020 року, в результаті адміністративно-територіальної реформи та ліквідації Сахновщинського району, село увійшло до складу новоутвореного Красноградського (Берестинського) району.

## Економіка
- Молочно-товарна і свино-товарна ферми.

## Визначні місця
- Братська могила радянських воїнів, де поховано 26 вояків.
- Шевченківська ЗОШ І—ІІІ ступенів